# Ḫaitta
Ḫaitta (hethitisch: URUḫa-it-ta) war ein hethitischer Ort in der Nähe der Hauptstadt Ḫattuša, nicht mehr als ein Tagesmarsch entfernt, den der König am 34. Tag des AN.TAḪ.ŠUM-Festes besuchte, wo er dem Schutzgott der Flur (logographisch: dKAL LÍL) opferte, bevor er auf den Berg Puškurunuwa ging, wo Hirsche verehrt wurden. Danach reiste er noch am selben Tag nach Ḫarranašši, wo er übernachtete, um am übernächsten Tag nach Zippalanda zu gelangen.
Gavaz möchte Ḫaitta deshalb in der Umgebung von Cihanpasa lokalisieren, das etwa 15 Kilometer östlich von Ḫattuša liegt.
Zudem wird Ḫaitta noch in einem Orakeltext erwähnt, wonach ein urianni-Vogel von Ḫaitta weg flog, zum Fluss Zuliya hin, wo offenbar bei der Mündung des Flusses Imralla noch weitere Vogelorakel beobachtet wurden.